# Henry Arnold
Henry Harley ("Hap") Arnold (Gladwyn (Pennsylvania), 25 juni 1886 - Sonoma (Californië), 15 januari 1950) was een Amerikaanse piloot.
Hij leerde in 1911 vliegen van de gebroeders Wright, hij was de eerste piloot die luchtpost vervoerde in september 1911 en het jaar daarop bereikte hij met zijn vliegtuig een hoogterecord van 1982 meter en een afstandsrecord van 48 kilometer.
In 1938 werd hij chef van de Amerikaanse Army Air Corps (luchtmacht). Tijdens de Tweede Wereldoorlog werd hij in 1942 benoemd tot commandant van de US Army Air Force. Onder zijn leiding begon de Amerikaanse luchtmacht met bombardementen op Nazi-Duitsland en bezet Europa. Hij was een tegenstander van de nachtelijke bombardementen uitgevoerd door het Britse Bomber Command, die hij veel te onnauwkeurig vond. Hij liet de Amerikaanse bommenwerpers overdag specifieke doelwitten bombarderen. Hij liet in 1945 meer dan 5000 ton bommen vallen op industriële doelen in Japan.
Na de oorlog ging hij met pensioen in 1946, waarna hij in 1949 de eerste vijfsterrengeneraal van de Amerikaanse luchtmacht werd. Hij overleed op 15 januari 1950 aan een hartkwaal.

## Militaire loopbaan
- Cadet: 1903[4]
- Second Lieutenant: 14 juni 1907[4]
- First Lieutenant: 10 april 1913[4]
- Captain: 20 mei 1916 (Aviation Section, Signal Corps)[4]
- Captain: 23 september 1916 (Infanterie)[4]
- Major: 27 juni 1917 (Aviation Section, Signal Corps)[4]
- Colonel: 5 augustus 1917 (Signal Corps, National Army)[4]
- Major:[4]
  - Tijdelijk: 15 januari 1918[4]
  - Permanenten aanstelling: 1 juli 1920[4]
- Major: 11 augustus 1920 (Air Service)[4]
- Lieutenant Colonel: 1 februari 1931[4]
- Brigadier General:[4]
  - Tijdelijk: 2 maart 1935[4][5]
  - Assistent Chief of Air Corps: 24 december 1935[4]
  - Permanenten aanstelling: 2 december 1940[4][5]
- Colonel: 1 maart 1936 (Air Corps)[4]
- Major General:[4]
  - Chief of Air Corps: 22 september 1938[4][5]
  - Permanenten aanstelling: 3 februari 1941[4][5]
- Lieutenant General: 15 december 1941[4][5]
- General: 19 maart 1943[4][5]
- General of the Army:[4]
  - Tijdelijk: 21 december 1944[4][5]
  - Permanenten aanstelling: 23 maart 1946[4]
  - Uitdiensttreding: 30 juni 1946[4]
- General of the Air Force: 7 mei 1949[4][5]

## Decoraties
- Badge Command Pilot
- Army Distinguished Service Medal (3)[6]
- Legioen van Verdienste (Verenigde Staten)
- Distinguished Flying Cross[6]
- Air Medal[6]
- Overwinningsmedaille (Verenigde Staten)
- Amerikaanse Defensie Service Medaille
- Amerikaanse Campagne Medaille
- Europa-Afrika-Midden Oosten Campagne Medaille
- Azië-Pacifische Oceaan Campagne Medaille
- World War II Victory Medal
- Grootkruis in de Orde van het Zuiderkruis[6]
- Grootkruis in het Legioen van Eer[6]
- Grootkruis in de Orde van de Azteekse Adelaar
- Ridder Grootkruis in de Orde van het Bad[6]
- Grootkruis in de Orde van Sharifian Alawaidis[6]
- Grootcommandeur in de Peruviaanse Orde van de Zon[6]
- Medaille voor Militaire Verdienste (Mexico), 1e klasse
- Military Aviator badge
- Grootkruis in de Kroonorde met Palm
- Oorlogskruis (België) met Palm
- Braziliaanse Piloten Wings
- Grootkruis in de Orde van Militaire Verdienste
- Grootkruis in de Orde van Militaire Verdienste[6]
- Grootkruis in de Orde van Verdienste
- Grootlint in de Orde van de Wolk en het Vaandel
- Grootofficier in de Orde van Boyacá
- Tsjecho-Slowakije Piloten Wings
- Orde van Abdon Calderón, 1e klasse
- Croix de guerre (Frankrijk) met Palm
- Grootkruis in de Orde van George I met Zwaarden
- Kruis van Militaire Verdienste, 1e klasse
- Grootkruis in de Militaire Orde van Italië
- Ridder Grootkruis in de Orde van Oranje-Nassau met Zwaarden
- Grootkruis in de Orde van Vasco Núñez de Balboa
- Kruis van de Luchtvaart, 1e klasse
- Grootkruis in de Orde van het Zwaard
- Joegoslavië Piloten Wings